# 格蘭德福爾斯 (明尼蘇達州)
格蘭德福爾斯（英語：Grand Falls）是位於美國明尼蘇達州康契欽縣的一個非建制地區。

## 歷史
格蘭德福爾斯的郵局自1906年設立，其後於1911年停運。此地得名自附近的一個瀑布。

## 地理
格蘭德福爾斯所處的海拔為高於海平面374米（即1227英呎），而該地所採用的時區為UTC-6，即北美中部時區（CST）。同時該地設有夏令時間，為UTC-6調快一小時，即UTC-5（CDT）。